# Crispin Glover
Crispin Hellion Glover (Nova York, 20 d'abril de 1964) és un actor de cinema, pintor, cineasta, escriptor, músic, col·leccionista d'objectes i arxivista d'esotèrica estatunidenca. Glover és conegut per interpretar a George McFly en Back to the Future, Creepy Thin Man en l'adaptació d'Els Àngels de Charlie, Willard Stiles en Willard i Ilosovic Stayne la Sota de Cors en el film de 2010 Alicia al país de les meravelles. Al final dels anys 1980, Glover va crear la seva pròpia empresa editorial, convertida en els anys 1990 també en productora cinematogràfica, Volcanic Eruptions.

## Biografia
Nascut a la ciutat de Nova York, als cinc anys Glover va marxar a Los Angeles amb els seus pares; la seva mare, Mary Elizabeth Lillian Betty Krachey Bloom, era una actriu i ballarina, es va retirar després del naixement de Crispin. El seu pare, Bruce Glover, és un actor recordat per interpretar a Mr. Wint en Diamants per a l'eternitat.Quan era petit, Glover va anar a l'Escola Mirman per a nens superdotats. Més tard va anar a l'institut de Beverly Hills, on es va graduar el 1982.

## Carrera com a actor

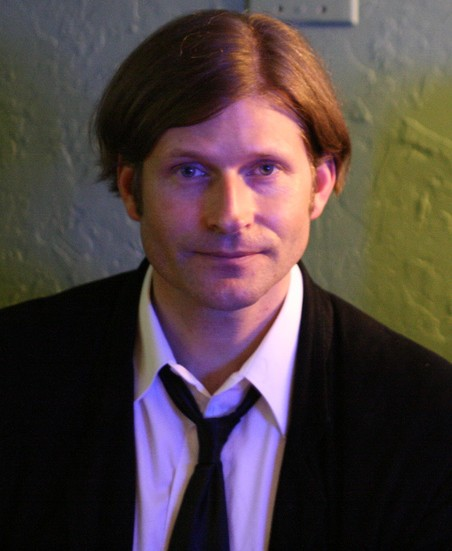

El seu primer treball com a actor va ser el 1978, en l'obra teatral Somriures i llàgrimes. Posteriorment, Glover va aparèixer en diversos anuncis publicitaris. La seva primera pel·lícula va ser el 1983, El meu tutor. També va participar en diverses sèries com adolescent, incloent Happy Days i Family Ties, aquesta última al costat de Michael J. Fox amb qui ja havia aparegut en la comèdia High School O.S. a., i amb qui protagonitzaria Back to the Future. Va tenir un paper en les pel·lícules Professors d'avui (1984) i Divendres 13: últim capítol (1984). Després va treballar amb el director Trent Harris en el tercer capítol de The Beaver Trilogy, titulat The Orkly Kid. En aquest curtmetratge va interpretar l'home d'una petita ciutat que organitza un espectacle de talents locals per exhibir la seva obsessió amb Olivia Newton-John, per vergonya de la comunitat local. En el clímax de la pel·lícula, Glover va fer la seva versió del tema "Please Don't Keep Me Waiting". No seria l'última vegada que Harris i Glover treballarien junts.
Un bon paper seu va ser el de George McFly (el pare de Marty McFly) en la pel·lícula de Robert Zemeckis, Back to the Future (1985). No obstant això, quan es van plantejar les dues seqüeles en 1988, Glover no va participar. Segons la versió del productor i guionista de la trilogia, Bob Gale, li van oferir el paper, però Glover volia cobrar més del que se li oferia, proposant una quantitat més gran que la havia de cobrar Michael J. Fox, protagonista de la trilogia. Atès que no es van atendre les seves peticions, Glover va rebutjar el paper. No obstant això, la versió que l'actor dona és diferent. Ell estava interessat a participar, però el sou que li van oferir era menys de la meitat del que anaven a cobrar Lea Thompson i Thomas F. Wilson i, en aquestes condicions, ho va rebutjar. Sigui com sigui, el paper finalment el va realitzar Jeffrey Weissman, al qual li van aplicar maquillatge i pròtesis facials, per simular la presència de Glover en pantalla, apareixent únicament en plans llunyans o d'esquena, cosa que, fins i tot amics personals de Glover, com l'actor Nicolas Cage, han admès bastant convincent. Però així i tot, es van utilitzar escenes de Glover de la primera pel·lícula (plans descartats inclosos) sense el seu permís, per així fer creure als espectadors que realment participava en la pel·lícula, per la qual cosa va demandar als productors (inclòs Steven Spielberg) i va obtenir una victòria històrica, la fixació d'un precedent de com els actors d'imatges poden ser utilitzats en les pel·lícules. Al mateix temps, la demanda va marcar negativament la reputació de Glover com a actor. Back to the Future va ser un èxit de taquilla internacional el 1985. No obstant això, el propi Weissman va dir que es va arribar a sentir malament per Glover, ja que no li semblava just el que li estaven fent, i fins i tot Michael J. Fox quan durant el rodatge va saber el que els productors tenien pensat fer, va afirmar: "A Crispin no li va a agradar".
El 28 de juliol de 1987 va aparèixer en Late Night with David Letterman per promoure la seva nova pel·lícula River's Edge. Glover va aparèixer al plató caracteritzat com a Rubin Farr (amb sabates de plataforma, perruca i enormes ulleres), personatge de la pel·lícula Rubin and Ed, en la qual havia participat, però que aleshores no s'havia estrenat. Letterman no sabia que Glover apareixeria vestit així, i l'actor en comptes d'una entrevista convencional, va fer una aparició a l'estil Andy Kaufman, on va fer veure que donava una puntada de karate al propi Letterman. Glover s'ha negat a donar una explicació sobre el seu comportament en aquella ocasió, però la veritat és que Letterman l'ha tornat a convidar al seu programa en diverses ocasions més, la primera d'elles, a menys d'un mes després del polèmic programa.
El 1988 va crear la seva pròpia companyia, Volcanic Eruptions. Amb ella, ha publicat els seus propis llibres Rat Catching (1988), Oak Mot (1991), Concrete Inspection (1992) i What it is, and How it is Done (1995), i els seus projectes cinematogràfics. Un llibre seu, que va escriure el 1982, de títol Billow and the Rock, no obstant això, no va ser publicat. El 1989 va llançar un disc, de títol The Big Problem ≠ The Solution. The Solution = Let It Be.
En la dècada de 1990, va participar en diverses pel·lícules de tall independent com Cor salvatge de David Lynch, Elles també es deprimeixen de Gus Van Sant, A qui estima, en Gilbert Grape? de Lasse Hallström, Dead Man de Jim Jarmusch o L'escàndol de Larry Flynt de Milos Forman. Va interpretar a Andy Warhol en la pel·lícula The Doors d'Oliver Stone (1991).
El 1995 va començar a rodar el que seria el seu debut com a director, What is it?, una surrealista cinta (concebuda originalment com a curtmetratge) protagonitzada per actors amb Síndrome de Down, reservant-se per a ell un paper on interpretava a una espècie de semideu, i un altre paper de veu per Fairuza Balk, i que suposaria el primer lliurament de la "It Trilogy". No va ser fins al 2005 que va començar a estrenar-se en els festivals de cinema. El director David Lynch (que va dirigir Glover en la pel·lícula Cor salvatge i en el primer capítol de la sèrie Hotel Room), estava interessat a produir la pel·lícula, i encara que finalment no ho va fer, es va encarregar de buscar productors.
El 2001 va rodar la seva segona pel·lícula com a director, It Is Fine! Everything Is Fine., que va dirigir al costat de David Brothers, a través d'un guió escrit bastants anys enrere per Steven C. Stewart, protagonista del film, i actor de What is it?. Stewart, que va néixer amb una paràlisi cerebral, va escriure el guió a través de les seves fantasies sexuals, caracteritzant al seu personatge com un assassí de dones. També té un paper protagonista l'actriu alemanya Margit Carstensen, habitual al cinema de Rainer Werner Fassbinder, a part dels pares de Glover, que apareixen també. Aquest film suposa la segona part d' "It Trilogy". Es va estrenar el 2007, llavors Stewart ja havia mort. Glover ha afirmat que possiblement és la millor pel·lícula de tota la seva carrera.
Des de fa diversos anys, fa gires per diferents ciutats i països, amb el seu "Crispin Hellion Glover's Big Slide Show", consistent en dues sessions, on primer fa una lectura dramàtica de vuit dels seus llibres (amb diapositives darrere d'ell) d'una hora de durada, seguit de la projecció de cadascuna de les seves pel·lícules, i finalitzant amb una sessió de preguntes i respostes i la signatura de llibres.
Glover ha seguit exercint papers de personatges excèntrics, per exemple en les pel·lícules Bartleby (2001) i Willard (2003). Ha rebut considerable atenció per interpretar a "Creepy Thin Man" en la pel·lícula Els Àngels de Charlie. El personatge havia estat escrit amb diàlegs, però Glover va aconseguir convèncer els productors per eliminar el diàleg al personatge i així crear-li una imatge més fosca. Glover ha reconegut que el motiu pel qual va participar en la pel·lícula va ser per poder finançar It Is Fine! Everything Is Fine. Ha col·laborat amb Werner Herzog en els comentaris en àudio de les edicions nord-americanes en DVD de dues pel·lícules de l'alemany: També els nans van començar petits i Fata Morgana.
El 2007, va aparèixer en la pel·lícula Beowulf, interpretant al malvat Grendel, de nou a les ordres de Robert Zemeckis, vint-i-dos anys després de Back to the Future. Va ser el candidat número u, pels fanàtics de Batman, per interpretar al Joker, en la cinta El cavaller fosc; paper que finalment va recaure en el mort Heath Ledger. També va participar en la pel·lícula Epic Movie, parodiant a Willy Wonka. El 2010 va participar de la pel·lícula Alicia al país de les meravelles de Tim Burton, en el paper de Ilosovic Stayne, la Sota de Cors.

## Filmografia
- Best of Times (TV) (1981) - Crispin
- Crisi Counselor (1 episodi) (1982)
- The Facts of Life (1 episodi) (1982) - Cadet #1
- The Kid with the 200 I.Q. (TV) (1983)
- El meu tutor (1983) - Jack
- High School O.S.A. (TV) (1983) - Archie Feld
- Happy Days (1 episodi) (1983) - Roach
- Hill Street Blues (1 episodi) (1983) - Space Cadet
- Family Ties (1 episodi) (1984) - Doug
- Racing with the Moon (1984) - Gatsby Boy
- Divendres 13: últim capítol (1984) - Jimmy
- Teachers (1984) - Danny
- The Orkly Kid (1985) - Larry
- Back to the Future (1985) - George McFly
- At Close Range (1986) - Lucas
- River's Edge (1986) - Layne
- Twister (1989) - Howdy
- On està el cor (1990) - Lionel
- Cor salvatge (1990) - Dell
- Rubin and Ed (1991) - Rubin Farr
- Little Noises (1991) - Joey
- Ferdydurke (1991) - Mintus
- The Doors (1991) - Andy Warhol
- Hotel Room (1 episodi) (1993) - Danny
- Elles també es deprimeixen (Even Cowgirls Get the Blues) (1993) - Howard Barth
- A qui estima, en Gilbert Grape? (1993) - Bobby McBurney
- Chasers (1994) - Howard Finster
- Dead Man (1995) - Train Fireman
- L'escàndol de Larry Flynt (The People vs.Larry Flynt) (1996) - Arlo
- Perseguint la Betty (2000) - Roy
- Els Àngels de Charlie (2000) - Thin Man
- Bartleby (2001) - Bartleby
- Fast Sofa (2001) - Jules Langdon
- Crime and Punishment (2002) - Raskolnikov
- Like Mike (2002) - Stan Bittleman
- Willard (2003) - Willard
- Els àngels de Charlie: Al límit (Charlie's Angels: Full Throttle) (2003) - Home prim
- Incident at Loch Ness (2004) - Convidat a la festa
- What Is It? (2005) -
- Drop Dead Sexy (2005) - Eddie
- Freddy torna (2005) - Freddy Krueger
- Simon Says (2006) - Simon/Stanley
- The Wizard of Gore (2006) - Montag the Magnificent
- It is fine! Everything is Fine. (2007) (co-dirigida amb David Brothers)
- Epic Movie (2007) - Willy Wonka
- Beowulf (2007) - Grendel
- The Scream Man (2008) - L'home gelat
- Alice in Wonderland (2010) - Stayne - Knave of Hearts
- Mr. Nice (2010) - Ernie Combs
- Jacuzzi al passat (2010) - Phil
- The Bag Man (2013) - Ned